# Christian Bauer
Christian Bauer (ur. 11 stycznia 1977 w Forbach) – francuski szachista, arcymistrz od 1997 roku.

## Kariera szachowa
Od połowy lat 90. należy do czołówki francuskich szachistów. W roku 1996 zdobył w Auxerre tytuł mistrza kraju, natomiast w latach 1997 i 1999 dwukrotnie w finałowych turniejach wywalczył medale brązowe. Pomiędzy 1999 a 2006 rokiem trzykrotnie uczestniczył w szachowych olimpiadach oraz czterokrotnie w drużynowych mistrzostwach Europy, na których zdobył wraz z drużyną 2 medale (2001 - srebrny, 2005 - brązowy). W 1999 roku wziął udział w rozegranych systemem pucharowym w Las Vegas mistrzostwach świata, pokonując w I rundzie Rustama Kasimdżanowa. W II rundzie mistrzostw przegrał z Péterem Lékó i odpadł z dalszej rywalizacji.
W 2000 r. podzielił I m. (wspólnie z Murtasem Każgalejewem) w Cannes, natomiast w 2001 zwyciężył w otwartym turnieju w Paryżu. W kolejnych latach odniósł wiele sukcesów w międzynarodowych turniejach, zwyciężając bądź dzieląc I miejsce m.in. w Biel/Bienne (2002, 2004, 2010), Cannes (2003, 2008), Montpellier (2003, 2004), Metz (2004), Calvii (2005), Nancy (2005), Bad Zwesten (2006), Genewie (2006, 2007) oraz Vandœuvre-lès-Nancy (2008, 2011).
W 2015 r. zdobył tytuł indywidualnego mistrza Francji w szachach szybkich.
Najwyższy ranking w dotychczasowej karierze osiągnął 1 sierpnia 2012 r., z wynikiem 2682 punktów zajmował wówczas 69. miejsce na światowej liście FIDE, jednocześnie zajmując 4. miejsce wśród francuskich szachistów.
Bauer znany jest z oryginalnego podejścia do debiutów szachowych, stosując czarnymi bierkami rzadko spotykane na arcymistrzowskim poziomie systemy: obronę skandynawską, obronę Alechina oraz otwarcie Owena, na temat którego w 2005 r. napisał książkę.

## Publikacje
- Play 1... b6: A Dynamic and Hypermodern Opening System for Black. Londyn 2005, ISBN 1-85744-410-8
- Play The Scandinavian, Quality Chess 2010, ISBN 978-1-906552-55-8